# Капитализам
Капитализам или бypжoacки пopeдaк је економски систем заснован на приватном власништву и контроли над средствима производње, размене и дистрибуције. Peпpoдyкцијa дpyштвeниx oднoca — влaдaвинa кaпитaлиcтичкe или гpaђaнcкe клace (бypжoaзиje) — кљyчнa je зa oдpжaвaњe кaпитaлизмa.
Капитализам је економски и политички систем у којем се трговина и индустрија једне земље контролишу од стране приватних власника (индивидуално) због профита а не од стране државе (колективно) и у којем се инвестиције, производња и пласман добара распоређују пре свега по законима слободног тржишта. Ово значи да је опште опредељење и примарни циљ власника капитала пре свега остваривање профита.
Не постоји консензус око дефиниције капитализма, нити како би капитализам био приказан у аналитичкој категорији. Постоји низ историјских догађаја у којима се примењује, разликујући се у времену, географији, политици и култури. Економисти, политички економисти и историчари узели су другачију перспективу анализе капитализма. Научници у друштвеним наукама, укључујући историчаре, економске социологе, економисте, антропологе и филозофе, расправљали су о томе како дефинисати капитализам. Постоји контроверза о приватном власништву над средствима за производњу, стварању добара, услуга и зараде на тржишту и о томе да су цене и плате елементи капитализма.
Капитализам је, дакле, супротан комунизму и социјализму, системима у којима су средства за производњу претежно у државној или заједничкој (друштвеној) својини, а примарни циљ власника капитала је остваривање профита, а не социјалне правде или нешто друго. Капитализам се разликује и од феудализма, у којем је било могуће приватно управљати земљом (територијом), али је земља формално била власништво државе од краља.
Већина теоретичара се слаже да се капитализам утемељио у 18, 19. и 20. веку — и то током ера индустријске револуције и европског империјализма (Адам Смит, Давид Рикардо, Карл Маркс), велике депресије (Џон Мејнард Кејнс) и током Хладног рата (Фридрих Хајек, Милтон Фридман). Ови теоретичари се слажу и око основних карактеристика капитализма:
- капитал је у приватном власништву;
- одлуке се доносе у односу на тржиште;
- трговина је резултат добровољног уговора између продавца и купца;
- присутан је тржишни, предузетнички менталитет;
- постоје правни и други механизми заштите приватне својине и уговора.

Већина теоретичара се такође слаже да капитализам као систем генерише већи и бржи (релативно небалансиран, једностран) економски раст у односу на друге данас познате системе. Но, већ код следећег питања, „због чега је то тако“ долази до већих разилажења. Неки сматрају да је главни разлог економског раста приватна својина, други мисле да је слободно тржиште, трећи истичу да економски раст долази у ствари од експлоатације радне снаге принципом невалидног присвајања вишка вредности, четврти сматрају да раст долази у ствари од глобалног раста. Карактерологија капитализма дакле доноси следеће недоумице:
- да ли је капитализам „стварни“ систем или само идеал;
- да ли стварно постоји у националним економијама, а ако не, који ниво капитализма су постигле садашње националне економије;
- да ли се појавио на одређеном месту у одређено време или је постојао одувек у мањим појавним облицима;
- да ли је искључиво економски систем, или је и политички, социјални и културолошки;
- да ли је самоодржив или није;
- да ли је рационалан или није;
- да ли има тенденцију да обогаћује шире слојеве људи или да их осиромашује.

## Етимологија
Порекло речи капитал долази из традиције поседовања и трговине животињама. Латински корен речи капитал је capitalis, а потиче од пра-индо-европског kaput, које значи глава. На овај начин је пребројавана стока (што више глава, то боље). Англо-амерички појмови за имовину и стоку, chattel и cattle, имају исто порекло.
Језичка веза између економије и трговине стоком може се уочити и у називима новца у многим земљама: fee (faihu), rupee (rupya), buck (a deerskin), pecuniary (pecu), stock (livestock), и peso (pecu or pashu).
Прву употребу речи капитализам налазимо код енглеског новелисте Текирија, 1854. године са значењем „поседовање капитала“. Прудон је 1867. године увео термин „капиталиста“ како би означио „поседника капитала“. Маркс и Енгелс истичу „капиталистички облик производње“ и такође користе термин „капиталисти“ како би означили „приватне поседнике капитала“. До почетка 20. века, термин је ушао у широку употребу, и налазимо га у радовима Макса Вебера „Протестантска етика и дух капитализма“ (1904) и Вернера Сомбарта „Модерни капитализам“ (1902).
По Марксовој теорији идеологије, доминантна економска класа има своју идеологију, која служи њеним класним интересима. Идеологија „капиталистичке класе“, коју зовемо и буржоазија ("буржуји") -- економски либерализам—такође је називана капитализам. Временом је и овај смисао ушао у ширу употребу и данас теоретичари и поборници економског либерализма себе називају капиталистима иако не поседују средства за производњу.

## Капитализам и либерализам
Капитализам као друштвено уређење је логичка последица идеологије класичног либерализма. Основни принцип класичног либерализма су власништво појединца над самим собом те плодовима свога рада. Плодови рада овде укључују и претходно неприсвојене материјалне ресурсе на које је појединац стекао право поседа њиховом продуктивном употребом као и ресурсе који су појединцу дати добровољно, најчешће у замену за неку његову услугу или добро које му припада. Одузети или оштетити тако стечено власништво појединцу против његове воље сматра се насилним чином и у капиталистичким друштвима је противзаконито.
Економске последице таквог друштвеног уређења предмет су проучавања различитих економских „школа“, свака од којих предлаже властите теорије функционисања капитализма.

## Аустријска школа економије
Заступници овог смера економске мисли полазе од субјективне теорије вредности која постулира како различити појединци различито вреднују различита добра и услуге. Помоћу ње и доброг дела већ постојећег корпуса класично либералне економске мисли изводе закључке о функционисању капиталистички уређеног друштва.
Оно што је вредно приметити је да су заступници овог смера економске мисли успевали да предвиде след догађаја финансијских криза од 1980-их година до данас дајући тачне узроке и описе проблема, те редовно упозоравајући на њих без превише слуха у финансијским медијима. Један од на телевизији највише приказиваних економиста, који је упозоравао на последње две велике финансијске кризе - оне 2001. и 2009. године, је Питер Шиф.
Неки од великих мислилаца ове школе су
- Фридрих Хајек
- Мари Ротбард
- Лудвиг фон Мизес
- Роберт П. Мерфи
- Томас Е. Вудс

Мислиоци овога смера економске мисли разилазе се са заступницима осталих либералних економских школа првенствено у томе што задржавају конзистентан третман макро- и микроекономије. Такође друкчије обрађују тематику монопола и економских потицаја. Од школа нелибералне економске мисли, као пример може се навести како „аустријанци“ сматрају мањкавом радну теорију вредности те последично и велики део марксистичке науке.

## Чикашка школа економије
У великој мери слична аустријској школи економије, ова се школа дичи својим највећим представником Милтоном Фридманом.

## Марксистичка теорија капитализма
Марксисти сматрају да се људска друштва развијају према неизбежним законима друштвеног развоја, те да ће капитализам, такође неизбежно, на крају бити разорен унутрашњим противречностима које сам ствара.
За Маркса, појава тржишта људског рада чини бит капитализма: „капитализам може оживети тек кад се власник средстава за производњу сретне на тржишту са слободним радником који продаје своју радну снагу“ То је главна разлика капитализма према феудалној или робовласничкој економији. Капитализам је класно друштво, чија је главна карактеристика борба између две класе - власника средстава за производњу (буржоазије) и радника (пролетаријата).
Марксистичка социологија види капитализам као један стадијум у прогресивном историјском развоју према комунистичкој будућности, те га често дели на 6 стадијума: првобитна акумулација капитала, мануфактура, индустријска производња, монополски капитал, напредни монополски капитал и државно-управљани монополски капитал.
У првобитној акумулацији капитала сељаштво се одваја од средстава за производњу и настаје класа слободног пролетаријата која нема имовину, а једина роба коју може продати је властита радна снага. Владајућа класа, буржоазија, поседује средства за производњу, купује радну снагу и контролише све економске трансакције и производне процесе. Њихов циљ је профит, а извор профита је радна снага која ствара „вишак вредности“. Вредност робе коју производе радници већа је од вредности радне снаге која је од њих купљена надницом. Капиталиста присваја, експроприра, тај вишак вредности и тако експлоатише пролетаријат. Богатство се акумулира у рукама капиталиста, а пролетаријат се истодобно држи у сиромаштву. Међутим, у том процесу бројност и снага пролетаријата непрестано расте, те ће пролетаријат на крају револуцијом свргнути капиталистички поредак, а „експропријатори ће бити експроприрани“.
Едуард Бернштајн, теоретичар немачке Социјалдемократске странке, тврдио је крајем 19. века да се капитализам не развија у правцу који је предвидео Маркс. Био је против револуције и сматрао је да пролетаријат може побољшати свој положај организованим масовним покретом и парламентарним реформама. Немачки социјалиста Рудолф Хилфердинг заговарао је „организовани капитализам“, тј. државно-контролисани систем друштвеног благостања.
Револуционарни социјализам који се појавио почетком 20. века, редефинисао је савремени капитализам као виши или последњи стадијум капитализма или империјализам. Владимир Иљич Лењин дефинисао је империјализам као експанзионистички стадијум капитализма у којем доминирају монополи, не само на локалном, него на међународном нивоу. Империјализам, према Лењиновом становишту, доводи до борбе за прерасподелу колонија и сфера интереса, што неизбежно изазива ратове, а затим и револуције у заосталијим крајевима света. Та је верзија марксизма била водећа идеологија руске Октобарске револуције, као и комунистичких преврата у различитим земљама након Другога светског рата.

## Немарксистичке теорије капитализма
Немарксистички (или како их марксисти зову „буржоаски“) социолози и економисти као бит капитализма наводе економију основану на слободном тржишту и предузетничком интересу, што се битно разликује од социјализма с његовом економијом основаном на државном власништву и централном планирању.
Макс Вебер је широко дефинисао капитализам као „богатство које се користи за стицање добити у трговини“. Према тој дефиницији могу се елементи капитализма препознати већ и у древним друштвима. Вебер је ипак разликовао модерни капитализам западних друштава као „врло различит облик капитализма који се није појавио нигде другде“, а за који је карактеристична рационална организација формално слободног тржишта рада.
Присталице Вебера, за разлику од марксиста, одбацују став да развојем друштва управљају неизбежни закони који би морали довести до нестанка капитализма. Ипак, и они у западном капитализму уочавају одређене трендове. То су трендови према рационализацији, деперсонализацији, повећаној специјализацији и тренд према већој техничкој контроли над природом, али и над особама. Међутим ови се трендови више повезују с индустријским друштвом и бирократизацијом, него с капитализмом по себи.

## Карактеристике капитализма
Главне одлике капитализма су опште прихваћене, а то су: приватни сектор, приватна својина, слободо предузетништво, профит, економски раст, економска покретљивост, неједнака расподела богатства, конкуренција, само-организовање, и присуство слободног тржишта (укључујући и тржиште радне снаге).

### Право на приватну својину
Основна одлика капитализма је институција владавине права у успостављању и заштити приватне својине, укључујући најзначајнију, приватну својину над средствима за производњу.
Приватну својину су признавали и неки ранији правни системи, нпр. Римско право, али је заштита ових права била проблематична у пракси пошто Рим није имао полицију. Овај и њему слични правни системи присиљавали су слабијег да прихвати вођство јачег (господара или лорда), и да му плаћа за заштиту.
Стога је институција владавине права омогућила:
- већу независност
- јасно и доказиво заштићено власништво
- стандардизацију и уцељење правила и информација о имовини на широј територији (државе, регије, света)
- повећање поверења које проистиче из извесности казне за прекршај уговора о економском односу
- формалније и сложеније сачињене изјаве о власништву које омогућују веће учешће у подели ризика и власништва у корпорацијама, као и обезбеђење од ризика
- већу приступачност зајмовима за нове пројекте, пошто више ствари може да се користи као залог за зајмове
- лакши и поузданији приступ информацијама о кредитној историји и вредности активе (имовине)
- повећана размена, усаглашавање и преношење права на власништво и имовину, која је утемељила стварање националних тржишта и лакши пренос имовине

### Ситни и крупни капитал
Капиталистичка економија може се поделити на два основна сектора - велики бизнис (сектор монопола) и мали бизнис (компетитивни сектор). Ова двојна економија има и двојно тржиште рада. Са социолошког аспекта, радници у сектору монопола су боље плаћени, имају веће бенефиције, већу сигурност запослења, те раде у боље дефинираној хијерархији ауторитета. Радници у компетитивном сектору, с друге стране, имају мање плате, раде под тежим условима, немају заштиту синдиката нити сигурност запослења.

### Снижавање трошкова производње
Зависност капитализма о људском раду као роби, намеће му потребу да што више смањи трошкове производње, односно да повећа продуктивност. Технолошки развој може снизити цену рада као робе, тако што ће повећати производњу робе широке потрошње. Последично снижавање цена хране, одеће, и остале робе широке потрошње, доводи до снижења цене рада. Други начин снижавања трошкова производње је аутоматизација, тј. стварање технологије која може заменити или појачати људски рад. ширење технологије, као унутрашњи начин повећања продуктивности, може се заменити са спољним ширењем које тражи нове изворе (јефтиније) радне снаге.

### Менаџерски капитализам
Неки социолози тврде да је појава великих капиталистичких корпорација, с распршеним деоничким власништвом и бирократском организацијом, смањила моћ контроле појединих капиталиста над корпорацијом у коју су уложили свој капитал. Тврди се да су уместо њих контролу над корпорацијским капиталом стекли бирократски менаџери, који су под сразмерно мањим притиском да максимизирају профит. На тај би начин безобзирни карактер раног капитализма поступно био замењен капитализмом који води рачуна о ширим друштвеним интересима. Распршење власништва и контроле би, према оваквом „менаџерском“ стајалишту, елиминисало злоупотребу капитала у интересу друштвене елите, тј. богате мањине.
Социолози који се не слажу с „менаџерским“ стајалиштем кажу да, премда су менаџери можда и стекли извесну формалну независност, њихов посао захтева преданост максимизацији профита, те се њихова делотворност и процењује пре свега према том критерију. Осим тога, заједничко класно и друштвено окружење (миље) директора и власника великих компанија, омогућује им да минимизирају конкуренцију цена и да тако одрже висок ниво добити. Други теоретичари тврде да су ове неформалне везе мање важне од њихове заједничке зависности од банака. Према овом погледу, који не прихваћа „менаџерске“ аргументе, банке, односно финансијски капитал, имају несразмерно велику улогу у централизацији контроле над алокацијом капитала. То је посебно важно у контексту глобализације, будући да се големи део интернационализације капитала одвија управо у сфери финансијског капитала.

### Експанзија капитализма и транснационалне корпорације
Урођена тежња капитализма према експанзији гура капиталистичка друштва преко државних граница. Та се експанзија догађа кад капитализам тражи тржишта за своје производе, или кад тражи сировине или јефтинију радну снагу. Транснационална експанзија капитализма посматра се кроз два социолошка теоретска приступа. Теорија модернизације посматра ову експанзију позитивно, као начин развоја неразвијених друштава. Други теоретски приступ види капиталистичку експанзију негативно - као кочницу развоја, због саставне експлоатације људи и ресурса у неразвијеним друштвима од стране развијених.
Све је већа друштвена важност транснационалних корпорација. Оне велик део индустријске производње премештају у неразвијене делове света, што је довело до процеса деиндустријализације напредних капиталистичких друштава. Многи социолози указују на то да транснационалне „бездржавне“ корпорације све мање показују повезаност или лојалност с било којом одређеном државом или нацијом. Капитал све брже и лакше тече широм света, тражећи најјефтиније изворе радне снаге. Тржишта капитала Азије, Европе и Северне Америке постају све више међусобно повезана.

## Капитализам и демократија
Капитализам и демократија имају заједничке корене у раздобљу просветитељства, те су због тога традиционално међу западним социолозима схватани као две неодвојиве компоненте модернизације и друштвеног напретка. У новије се време, међутим, све више наглашава напетост, па чак и супротстављеност демократије и капитализма. Огромна неједнакост богатства коју ствара модерни капитализам, отежава могућност политичке једнакости.
Чак и конзервативни аутори спомињу проблематичан однос између савременог капитализма и демократије. У данашњем свету глобализације, чини се да политика капиталистичких друштава заостаје за економским променама. Појединци су под све већим притиском да продају свој рад као робу на глобалном тржишту. Па ипак, ти појединци нису грађани света, него грађани своје државе, док је насупрот томе, транснационални капитализам све мање везан националним границама. Многи теоретичари сматрају да ће ове напетости бити још наглашеније у будућем развоју капитализма.

## Капитализам у 21. веку
У огледу о књизи Томаса Пикетија,  (Капитал у 21. веку), новинарка Јутарњега листа Инес Сабалић доноси Пикетијеву процену у наслову огледа: „Богати, одреците се 80% капитала и спасите капитализам“.